# Tord Wiksten

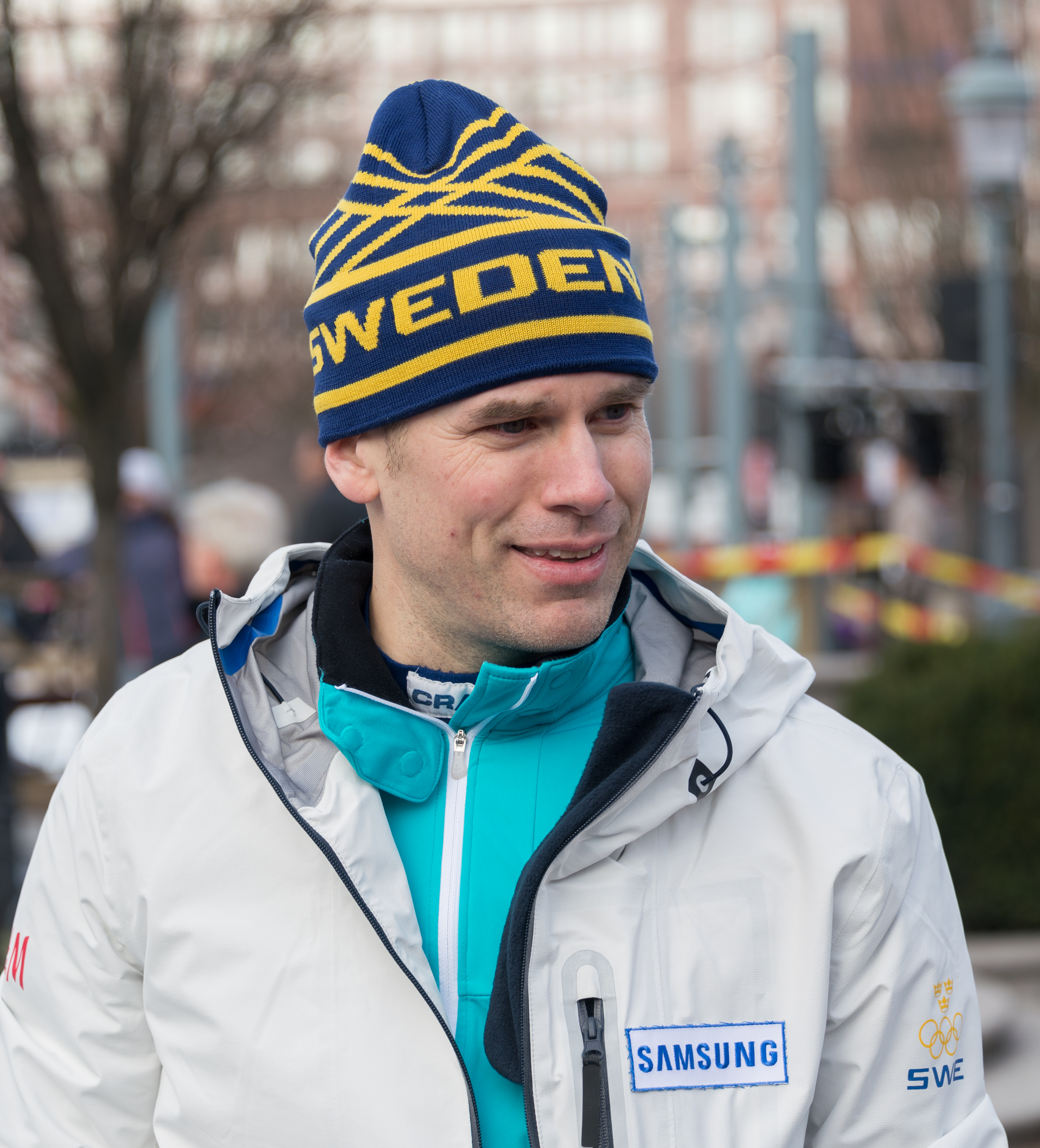
Tord Wiksten under Olympic Day i Kungsträdgården i Stockholm 2015.

Tord Wiksten, född 30 juni 1971 i Byske församling, Skellefteå kommun, boende i Östersund fram till 2016, numer bor han i Örebro. Han är en före detta svensk skidskytt och numer kommentator på Eurosport. Han är son till Bjarne Wiksten f.1936-2014  och Mona Wiksten f.1938.
Wiksten tävlade i internationella sammanhang på seniornivå från 1992 till 2003. 
Som junior blev han världsmästare individuellt 1990.
Hans största merit är en bronsmedalj i stafett under OS 1992 i Albertville. I världscupsammanhang uppnådde han en andra plats i en tävling i sprint i Oberhof säsongen 2000/2001.
2015 deltog Tord Wiksten som arrangör vid premiären av motionsloppet Straffrundan.
Straffrundan genomförs som springskytte med ofarligt exakt optoelektroniskt skjututrustning.